# Mogues
Mogues est une commune française, située dans le département des Ardennes en région Grand Est.

## Géographie
|                        | Florenville Belgique |                     |
| Tremblois-lès-Carignan | Mogues               | Williers            |
|                        | Puilly-et-Charbeaux  | Puilly-et-Charbeaux |

### Hydrographie
La commune est dans le bassin versant de la Meuse au sein du bassin Rhin-Meuse. Elle est drainée par le ruisseau la Culee, le ruisseau des Fourchettes, le ruisseau du Vieux Moulin et le ruisseau la Coquette,.

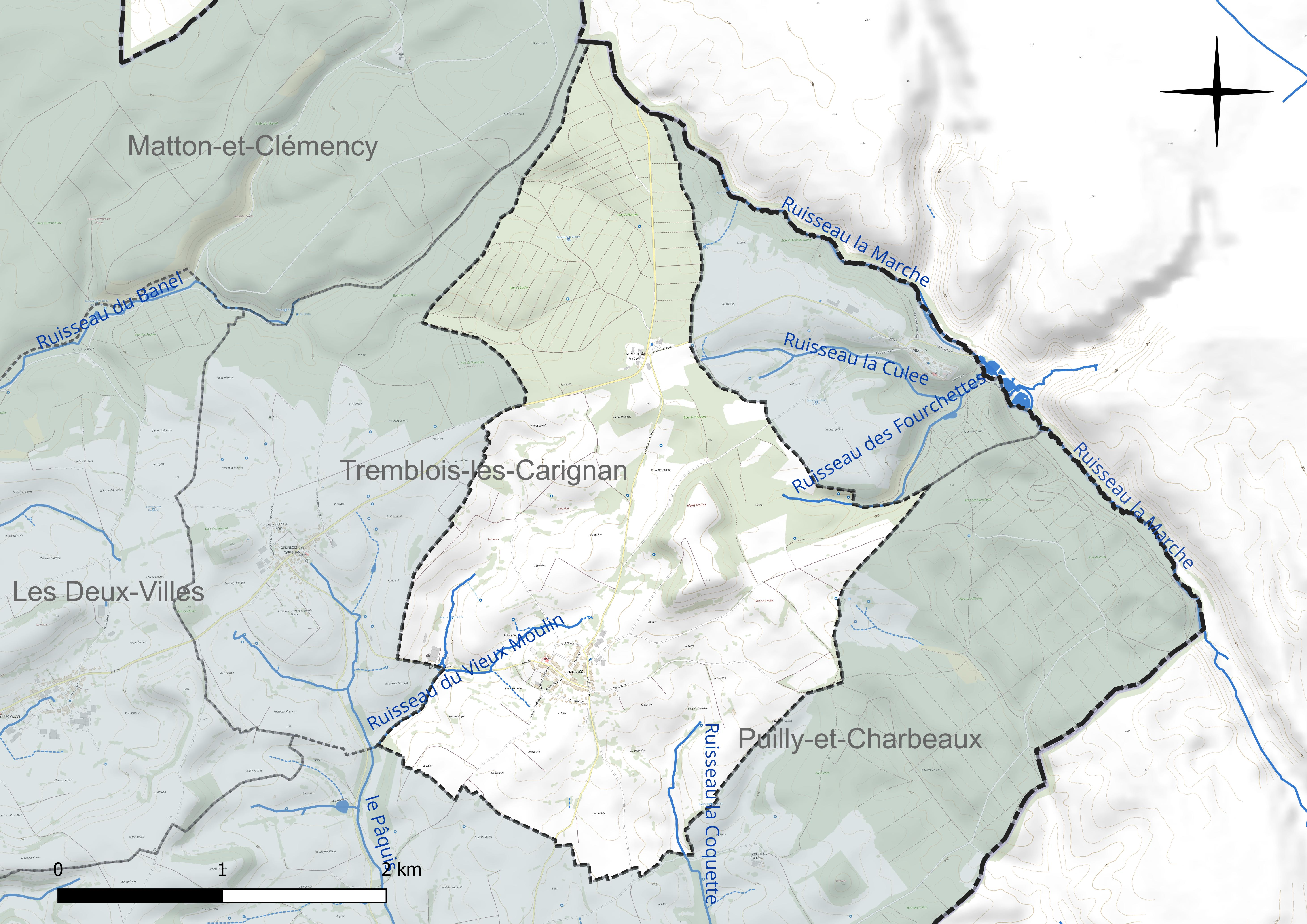
Réseau hydrographique de Mogues.

### Climat
Pour des articles plus généraux, voir Climat du Grand Est et Climat des Ardennes.
En 2010, le climat de la commune est de type climat de montagne, selon une étude du Centre national de la recherche scientifique s'appuyant sur une série de données couvrant la période 1971-2000. En 2020, Météo-France publie une typologie des climats de la France métropolitaine dans laquelle la commune est dans une zone de transition entre le climat océanique altéré et le climat océanique altéré et est dans la région climatique Lorraine, plateau de Langres, Morvan, caractérisée par un hiver rude (1,5 °C), des vents modérés et des brouillards fréquents en automne et hiver.
Pour la période 1971-2000, la température annuelle moyenne est de 9 °C, avec une amplitude thermique annuelle de 15,7 °C. Le cumul annuel moyen de précipitations est de 984 mm, avec 14,4 jours de précipitations en janvier et 9,9 jours en juillet. Pour la période 1991-2020, la température moyenne annuelle observée sur la station météorologique de Météo-France la plus proche, « Linay », sur la commune de Linay à 6 km à vol d'oiseau, est de 10,4 °C et le cumul annuel moyen de précipitations est de 969,0 mm. 
La température maximale relevée sur cette station est de 42 °C, atteinte le 25 juillet 2019 ; la température minimale est de −24 °C, atteinte le 9 janvier 1985,,.
Les paramètres climatiques de la commune ont été estimés pour le milieu du siècle (2041-2070) selon différents scénarios d'émission de gaz à effet de serre à partir des nouvelles projections climatiques de référence DRIAS-2020. Ils sont consultables sur un site dédié publié par Météo-France en novembre 2022.

## Urbanisme

### Typologie
Au 1er janvier 2024, Mogues est catégorisée commune rurale à habitat dispersé, selon la nouvelle grille communale de densité à 7 niveaux définie par l'Insee en 2022.
Elle est située hors unité urbaine et hors attraction des villes,.

### Occupation des sols
L'occupation des sols de la commune, telle qu'elle ressort de la base de données européenne d’occupation biophysique des sols Corine Land Cover (CLC), est marquée par l'importance des territoires agricoles (65,8 % en 2018), en diminution par rapport à 1990 (67,4 %). La répartition détaillée en 2018 est la suivante : 
prairies (46,7 %), forêts (34,2 %), terres arables (14,5 %), zones agricoles hétérogènes (4,6 %). L'évolution de l’occupation des sols de la commune et de ses infrastructures peut être observée sur les différentes représentations cartographiques du territoire : la carte de Cassini (XVIIIe siècle), la carte d'état-major (1820-1866) et les cartes ou photos aériennes de l'IGN pour la période actuelle (1950 à aujourd'hui).

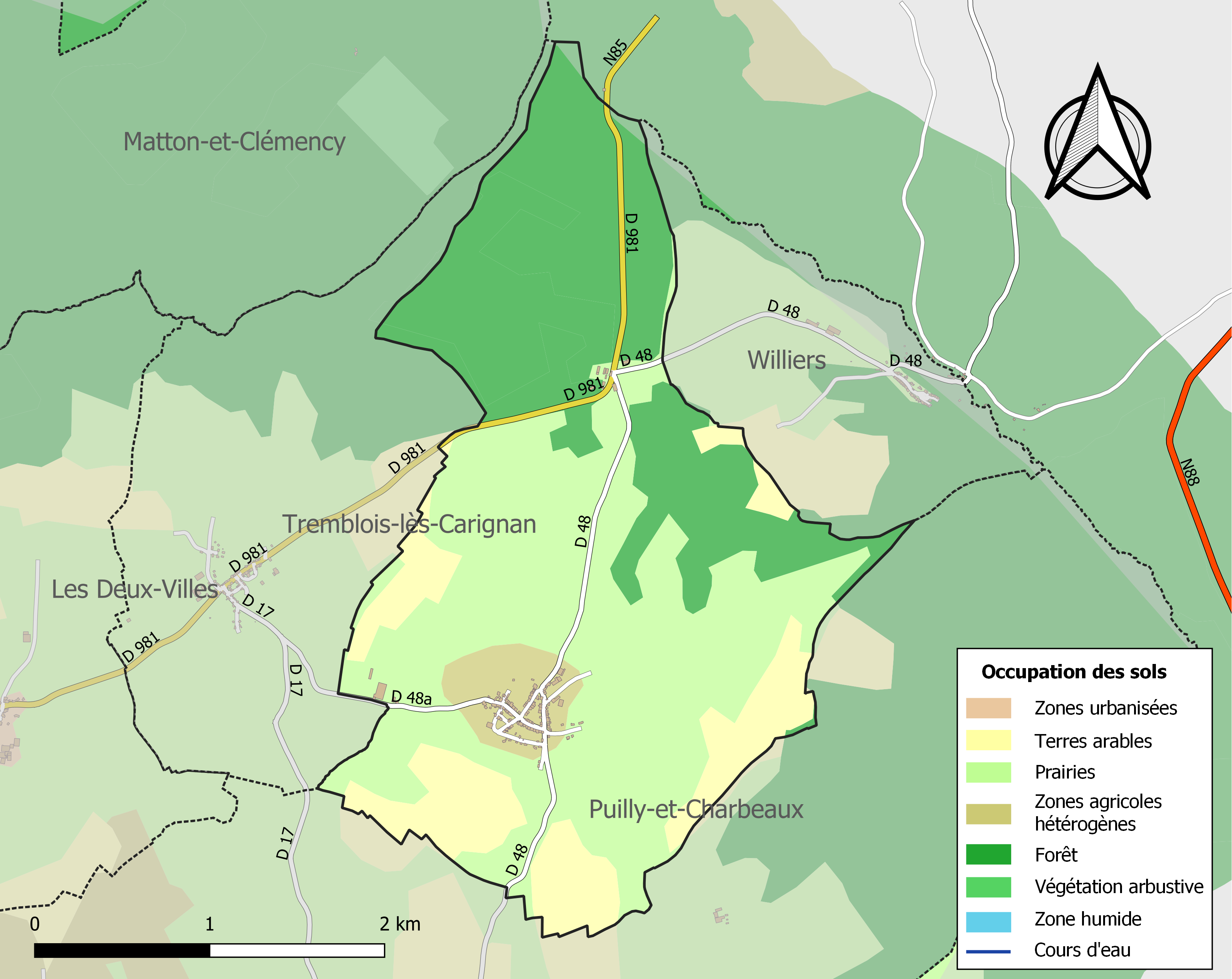
Carte des infrastructures et de l'occupation des sols de la commune en 2018 (CLC).

## Histoire
La Ligne Maginot a ici la Maison forte de Mogues, blockhaus camouflé en maison d'habitation construit en 1938.

## Politique et administration
| Période                                  | Période                   | Identité                                  | Étiquette | Qualité                                                         |
| ---------------------------------------- | ------------------------- | ----------------------------------------- | --------- | --------------------------------------------------------------- |
| 1829                                     | ?                         | Nicolas Barthélémy                        |           |                                                                 |
| avant 1928                               | ?                         | Gaston Vannierre                          | RG        | Médecin - Conseiller général                                    |
| mars 2001                                | En cours (au 24 mai 2020) | Marc Wathy Réélu pour la mandat 2020-2026 | UMP       | Conseiller départemental, suppléant de la sénatrice Else Joseph |
| Les données manquantes sont à compléter. |                           |                                           |           |                                                                 |

## Démographie
L'évolution du nombre d'habitants est connue à travers les recensements de la population effectués dans la commune depuis 1793. Pour les communes de moins de 10 000 habitants, une enquête de recensement portant sur toute la population est réalisée tous les cinq ans, les populations de référence des années intermédiaires étant quant à elles estimées par interpolation ou extrapolation. Pour la commune, le premier recensement exhaustif entrant dans le cadre du nouveau dispositif a été réalisé en 2006.

En 2022, la commune comptait 231 habitants, en évolution de +16,08 % par rapport à 2016 (Ardennes : −2,97 %, France hors Mayotte : +2,11 %).
| 1793 | 1800 | 1806 | 1821 | 1831 | 1836 | 1841 | 1846 | 1851 |
| ---- | ---- | ---- | ---- | ---- | ---- | ---- | ---- | ---- |
| 355  | 250  | 330  | 403  | 376  | 432  | 435  | 451  | 442  |

| 1866 | 1872 | 1876 | 1881 | 1886 | 1891 | 1896 | 1901 | 1906 |
| ---- | ---- | ---- | ---- | ---- | ---- | ---- | ---- | ---- |
| 401  | 415  | 394  | 367  | 367  | 355  | 329  | 318  | 318  |

| 1911 | 1921 | 1926 | 1931 | 1936 | 1946 | 1954 | 1962 | 1968 |
| ---- | ---- | ---- | ---- | ---- | ---- | ---- | ---- | ---- |
| 305  | 274  | 239  | 225  | 220  | 160  | 166  | 185  | 165  |

| 1975 | 1982 | 1990 | 1999 | 2006 | 2011 | 2016 | 2021 | 2022 |
| ---- | ---- | ---- | ---- | ---- | ---- | ---- | ---- | ---- |
| 168  | 122  | 156  | 137  | 141  | 158  | 199  | 236  | 231  |

## Lieux et monuments
- Église Saint-Denis de Mogues.

Le pavillon d'accueil du territoire du sanglier : cette bâtisse située le long de la départementale reliant Carignan (France) à Florenville (Belgique) abritait d'une part l'office de tourisme des Trois-Cantons, une boutique de produits du terroir, de souvenirs et une bibliographie importante, et le parcours spectacle d'autre part. Ce dernier vous permettait de remonter le temps de l'époque gallo-romaine jusqu'à nos jours en suivant les traces du sanglier. Une taverne permettait également de vous y désaltérer.
L'office de tourisme communautaire est désormais à Mouzon et le pavillon fermé.
Le 13 septembre 2014 a été inauguré à Mogues un mémorial en l'honneur de Lambert Closse à l'initiative de la mairie de Mogues et de l'association Ardennes-Canada.

## Personnalités liées à la commune

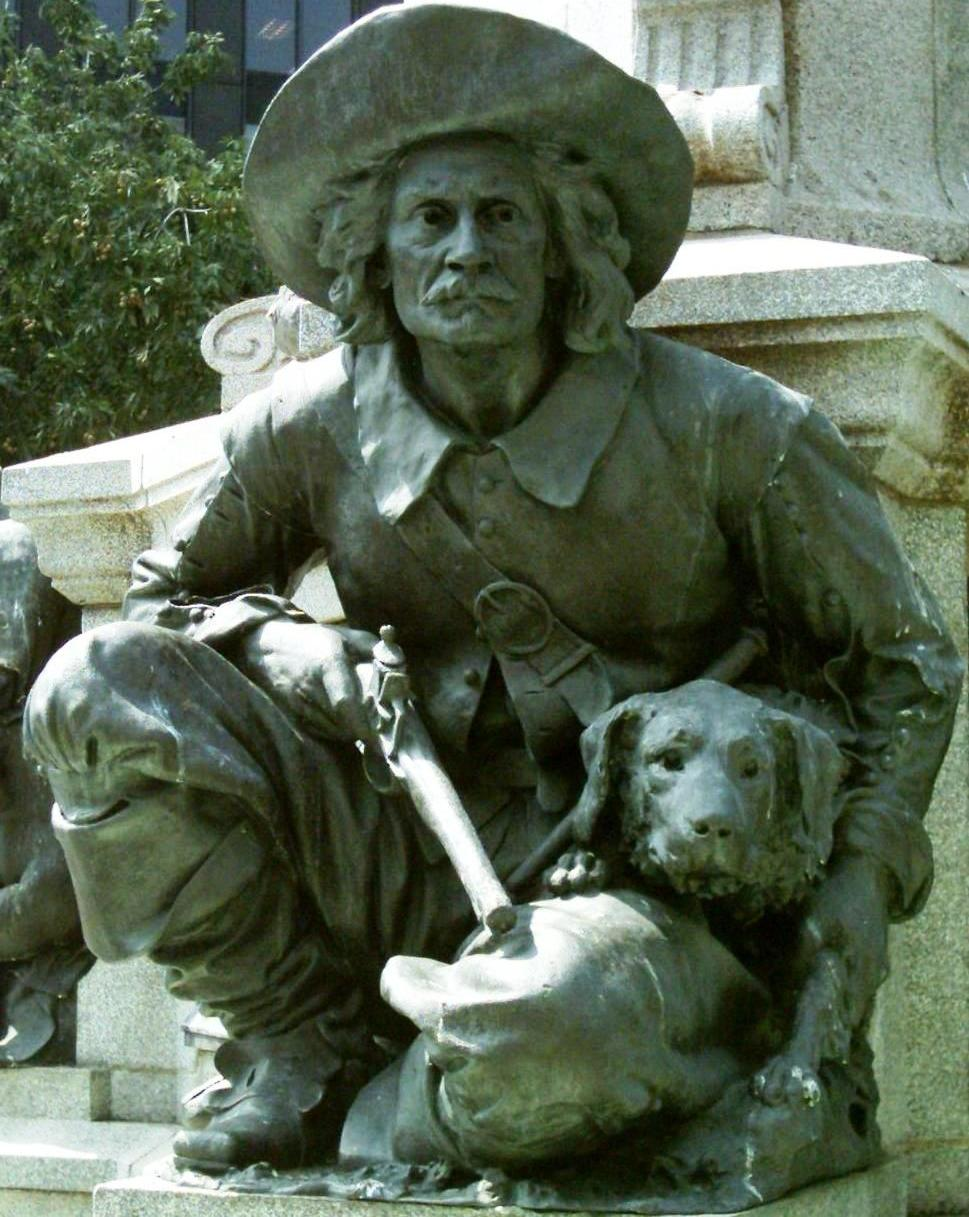
Lambert Closse à Montréal.

- Lambert Closse (1618-1662), major de la garnison de Montréal, est originaire de la commune.
- Bernard Bernard (1821-1895), prêtre catholique, missionnaire, y est né.
- Jean André Lepaute (1720-1787), horloger réputé qui fonda sa maison à Paris.[réf. nécessaire]